# ALPACA 5
『ALPACA 5』（アルパカ ファイブ）は、渋谷すばるの1枚目のミニ・アルバム。2023年8月16日にWorld artからタワーレコード限定で発売された。

## 概要
- 自身初のミニ・アルバム[注 2]。
- CDはタワーレコードの店頭およびECストア『タワーレコードオンライン』限定での発売であり、通常盤の1形態のみでのリリース[1][2][3][4][5][13][14]。
  - 全額前金で支払う事で後述の発売記念イベント『『ALPACA 5』ライブイベント』の抽選に応募出来る権利が付いた商品も、タワーレコード渋谷店およびタワーレコードオンライン限定で1部・2部それぞれ発売された[15][16][注 3]。
- 本作は、2022年10月から2023年1月まで5か月連続でリリースされた「7月5日」から「ないしょダンス」までの配信限定シングルをコンパイルし、それぞれをCDに初収録したアルバムとなっている[1][2][3][17]。
- 本作は、2023年8月16日から31日にかけてタワーレコード渋谷店で開催された自身初のポップアップショップ『すば基地〜The Secret base〜Vol.1』[18][2][3]の開催を記念して発売された[1][2][3][4][5]。
- 本作収録曲の作詞・作曲・編曲は全て渋谷自身が担当している[19]。
- 2023年8月26日には、本作の発売を記念したライブイベント『『ALPACA 5』ライブイベント』が開催された[15][16][20]。

## 販売形態
- 発売日：2023年8月16日
  - 通常盤（SUBAC-001：CD）
    - タワーレコードの店頭およびECストア『タワーレコードオンライン』限定発売。
    - このほか、CD内容は同一だが、本作の発売を記念したライブイベント『『ALPACA 5』ライブイベント』に応募するためのイベント抽選権付商品として、1部用（SUBAC-001E1）と2部用（SUBAC-001E2）も発売された。

## 制作

### 制作の経緯
元々、タワーレコード渋谷店で開催された自身初のポップアップショップ『すば基地〜The Secret base〜Vol.1』を開催するにあたり、タワーレコード側から「（本作を）リリースしませんか？」と打診があったという。
そこからリリースが決まり、渋谷も「配信でしか聴けなかったので、こうやって改めてパッケージに出来るのは嬉しい」と語っている。

### タイトル・ジャケット写真
本作のタイトルの由来は、本作の収録曲数が"5曲"である事から、アルバムタイトルは「○○5」の様なものにしたかったといい、それを考えている最中に偶然アルパカの写真を見つけて、響きも良かったため、『ALPACA 5』に決めたという。
そのため、ジャケット写真にアルパカを起用した理由について渋谷自身はあまり拘っておらず、「たまたまアルパカの良い写真が撮れた」「それ以上の意味が無い」と語っている。尚、このアルパカは野生ではなく動物園のアルパカであり、渋谷本人が撮影したものである。
また、ロゴやタイトルのデザインも渋谷の手書きである。

### 収録曲について
本作には2022年10月から2023年1月まで5か月連続でリリースされた「7月5日」から「ないしょダンス」までの配信限定シングルが収録されているが、これらの楽曲は元々リリース時期を決めずに日々楽曲制作をする中で「良いのが出来たからリリースしよう」という意識の中、制作およびリリースしており、当初は「5曲をまとめてアルバムにしよう」という考えではなかったという。
更に、円盤でのフィジカルリリースだと「出来立てホヤホヤをすぐにリリースする」というタイム感では出来ないため、「熱の高い時期にどんどん出していってみようかな」という考えで配信シングルをリリースしていたといつ。
しかし、本作の様にCDとしてフィジカルリリースする事について、「ジャケットにもこだわりを持たせたいし、盤は盤の良さもある」「配信だけでなく、手に取ってもらって、そこでまた楽しんでもらえるのが一番良い」と語っている。

## プロモーション
- 2023年7月6日、本作の発売および後述の『すば基地』と『すばるの部屋』の開催を発表した[1][2][3][4][5]。
- 同年8月11日、本作の発売およびすば基地の発売に先駆け、タワーレコード渋谷店で自身初のアコースティックライブ『すばるの部屋・1回目〜俺ん家、寄ってかへん?〜』が開催された[18][2][3]。
- 同年8月16日 - 31日、本作が発売されるきっかけとなった自身初のポップアップショップ『すば基地〜The Secret base〜Vol.1』が開催された[22][2][3]。
- 同年8月26日、本作の発売を記念したライブイベント『『ALPACA 5』ライブイベント』が開催された[15][16][20]。

## チャート成績

### アルバムチャート順位
- オリコンチャート
  - 2023年8月16日付の「オリコンデイリー CDアルバムランキング」で初登場7位を獲得した[23]。
  - 翌8月17日付の「オリコンデイリー CDアルバムランキング」でデイリー6位を獲得した[7]。
  - 初週1,242枚を売り上げ、2023年8月28日付の「オリコン週間 CDアルバムランキング」で週間29位を獲得した[8]。
  - 初週1,242枚を売り上げ、2023年8月28日付の「オリコン週間 インディーズアルバムランキング」で週間3位を獲得した[9]。
- Billboard JAPAN
  - 初週1,255枚を売り上げ、2023年8月23日公開の「Billboard Japan Top Albums Sales」で週間20位を獲得した[10]。
  - 2023年8月23日公開の「Billboard Japan Hot Albums」で週間28位を獲得した[11]。

## 収録曲
※全作詞・作曲・編曲：渋谷すばる
1. ぼーにんげん - [3:11]
  - 配信限定3rdシングル
2. これ - [3:32]
  - 配信限定4thシングル
3. Stir - [3:17]
  - 配信限定5thシングル
4. 7月5日 - [6:50]
  - 配信限定2ndシングル
5. ないしょダンス - [3:40]
  - 配信限定6thシングル
  - ラビットハウス・丸壱動画配給映画『ひみつのなっちゃん。』主題歌 [24]

## 関連イベント
- すばるの部屋・1回目〜俺ん家、寄ってかへん?〜（2023年8月11日、全1公演）
- すば基地〜The Secret base〜Vol.1（2023年8月16日 - 31日）
- 『ALPACA 5』ライブイベント（2023年8月26日、全2公演）

## 発売記念イベント
『『ALPACA 5』ライブイベント』（アルパカ ファイブ ライブイベント）は、2023年8月26日にタワーレコード渋谷店の5Fイベントスペースで開催された、本作のリリースを記念した渋谷すばるのライブイベント。

### 開催概要
- 本イベントは、タワーレコード限定販売である本項アルバム『ALPACA 5』の発売を記念し、タワーレコード渋谷店の5Fイベントスペースで開催されたミニライブイベント[15][16][20]。
- 本項アルバムのうち、イベント抽選権付商品の1部用（SUBAC-001E1）または2部用（SUBAC-001E2）を、タワーレコード渋谷店の店頭またはECストア『タワーレコードオンライン』にて全額前金で予約する事で、本イベントへの応募が可能だった[15][16]。

### 公演日程
| 年     | 月  | 日   | 開演時間 | 会場                                              |
| ------ | --- | ---- | -------- | ------------------------------------------------- |
| 2023年 | 8月 | 29日 | 17:30    | タワーレコード渋谷店 5Fイベントスペース（東京都） |
| 2023年 | 8月 | 29日 | 19:10    | タワーレコード渋谷店 5Fイベントスペース（東京都） |

### セットリスト

#### 1部
1. 風のうた
2. 7月5日
3. なんにもないな
4. つくる

#### 2部
1. キミ
2. アナグラ生活
3. ライオン
4. 7月5日
5. ぼくのうた

〈アンコール〉
1. 風のうた

## ぼーにんげん
『ぼーにんげん』は、渋谷すばるの楽曲。2022年10月5日にWorld artから3作目の配信限定シングルとして配信リリースされた。

### 概要（ぼーにんげん）
- 前作『7月5日』から約1か月振りのリリース。
- 4か月連続[注 5]配信限定シングルリリースの第2弾[26][13][27]。
- 本曲の作詞・作曲・編曲は全て渋谷自身が担当している[19]。
- 本曲は、ギター、ピアノ、リズム隊の演奏が始まると同時に心と身体が動き出す様なオーセンティックなロックンロールナンバーとなっている[28]。
- 自身のライブツアー『渋谷すばる LIVE TOUR 2022 二歳と1328日』でライブ初披露された[29][30]。
- 2023年8月16日に発売された本項ミニアルバム『ALPACA 5』で、本曲がCDに初収録された[1][2][3][4][5][17][13]。

### 制作（ぼーにんげん）
本曲は、渋谷の身近なスタッフにもいるという「表情には出さないけれど、心の中ではとても楽しそうで温かい感情を持っているのが伝わってくる人間」をモデルに制作された。
「7月5日」から「Stir」までの連続リリースのシングルの中では最初に完成していた楽曲である。
本曲の制作が前述のライブツアー『二歳と1328日』の開幕前だったため、「ツアーで何曲目にやりたいな」とセットリストを意識しながら制作していたという。

### プロモーション（ぼーにんげん）
- 2022年9月14日 - 11月6日、ライブツアー『渋谷すばる LIVE TOUR 2022 二歳と1328日』でライブ初披露された[29][30]。
- 同年9月20日、4か月連続リリース[注 5]の第2弾として本曲の配信リリースを発表し、ジャケット写真も共に解禁された[26]。
- 同年10月1日、NACK5『Hit Hit Hit !!』内で限定復活した、自身の冠ラジオ番組『渋谷すばるのスバラジ』にて、本曲がラジオ初オンエアされた[32]。
- 同年10月5日、本曲が配信限定シングルとしてリリースされた[26]。
- 2023年8月16日、本項ミニアルバム『ALPACA 5』にて、本曲がCD初収録された[1][2][3][4][5]。

### 収録曲（ぼーにんげん）
1. ぼーにんげん - [3:11]
作詞・作曲・編曲：渋谷すばる

### 収録作品（ぼーにんげん）

#### アルバム（ぼーにんげん）
- 本項ミニアルバム『ALPACA 5』

#### 映像作品（ぼーにんげん）
ライブ映像
- 4thライブDVD『babu会 vol.2 2023.05.06 @Zepp Namba』

## これ
『これ』は、渋谷すばるの楽曲。2022年11月2日にWorld artから4作目の配信限定シングルとして配信リリースされた。

### 概要（これ）
- 前作『ぼーにんげん』から約1か月振りのリリース。
- 4か月連続[注 5]配信限定シングルリリースの第3弾[33]。
- 本曲の作詞・作曲・編曲は全て渋谷自身が担当している[19]。
- 本曲は、疾走感溢れるサウンドと、トートロジーな歌詞が印象的な楽曲となっている[28]。
- 自身のライブツアー『渋谷すばる LIVE TOUR 2022 二歳と1328日』でライブ初披露された[29][30]。
- 2023年8月16日に発売された本項ミニアルバム『ALPACA 5』で、本曲がCDに初収録された[1][2][3][4][5][17][13]。

### 制作（これ）
本曲は、「7月5日」と同様に、『渋谷すばる LIVE TOUR 2022 二歳と1328日』を行う前に、「今の（バンド）メンバーと一緒にお客さんの前でやるとしたら」という事をイメージして制作された。
本曲で渋谷はブルースハープを演奏している。
本曲の制作が前述のライブツアー『二歳と1328日』の開幕前だったため、「ツアーで何曲目にやりたいな」とセットリストを意識しながら制作していたという。

### プロモーション（これ）
- 2022年9月14日 - 11月6日、ライブツアー『渋谷すばる LIVE TOUR 2022 二歳と1328日』でライブ初披露された[29][30]。
- 同年10月19日、4か月連続リリース[注 5]の第3弾として本曲の配信リリースを発表し、ジャケット写真も共に解禁された[33]。
- 同年11月2日、本曲が配信限定シングルとしてリリースされた[33]。
- 2023年8月16日、本項ミニアルバム『ALPACA 5』にて、本曲がCD初収録された[1][2][3][4][5]。

### 収録曲（これ）
1. これ - [3:32]
作詞・作曲・編曲：渋谷すばる

### 収録作品（これ）

#### アルバム（これ）
- 本項ミニアルバム『ALPACA 5』